# Коллинз Расмуссен, Анджелин
Анджелин Коллинз Расмуссен (англ. Angelene Collins Rasmussen; ум. 29 июня 2005) — американская певица (сопрано).
Окончила Джульярдскую школу (1947). В 1950 г. выиграла Наумбурговский конкурс молодых исполнителей. В середине 1950-х гг. совершила четыре гастрольные поездки в составе оперной труппы Лаурица Мельхиора, оказывавшего ей протекцию. В 1990 г. вошла в состав конкурса героических теноров, проведённого Фондом Лаурица Мельхиора.